# 魔雪奇緣世界
魔雪奇緣世界（英語：World of Frozen）是香港迪士尼樂園及華特迪士尼影城一個以賣座動畫「魔雪奇緣」為主題的園區，亦是東京迪士尼海洋中「夢幻泉鄉」的一部分。

## 香港迪士尼樂園
2016年11月22日，園方正式宣佈樂園下一輪發展計畫，當中包括新增魔雪奇緣主題區。主題區將仿照魔雪奇緣電影中阿德爾王國作藍本，設有2個遊樂設施。主題區於2020年動工，並於2023年11月20日開幕，是全球迪士尼首個及最大型以「魔雪奇緣」為主題的園區。

### 遊樂設施

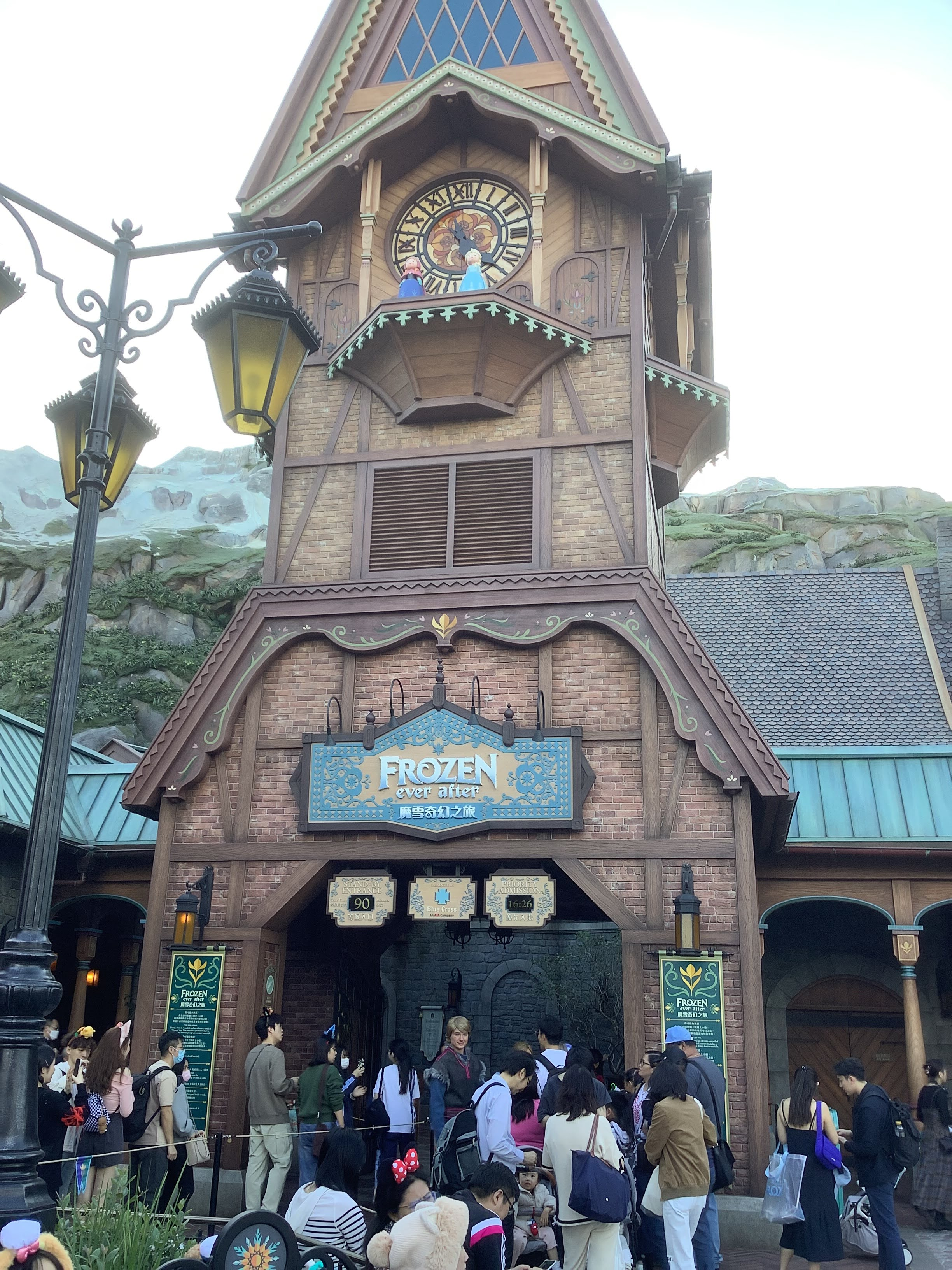
魔雪奇幻之旅入口(附阿德爾鐘樓)

- 魔雪奇幻之旅（Frozen Ever After）[3]
- 雪嶺滑雪橇（Wandering Oaken's Sliding Sleighs）[3]

### 現場表演
- 森林小天地（Playhouse in the Woods）

### 餐飲
- 阿德爾港畔餐廳（Golden Crocus Inn）
- 極光糖果屋（Northern Delights）
- 森林美食站（Forest Fare）

### 購物
- 滴答精品店（Tick Tock Toys & Collectibles）
- 遊牧小攤檔（Traveling Traders）

## 東京迪士尼海洋
運營東京迪士尼渡假區的日本東方樂園（Oriental Land）公司在2018年6月14日宣布投資約2500億日圓擴建東京迪士尼海洋樂園（迪士尼海洋）。新主題園區『夢幻泉鄉』包括《魔雪奇緣》、《魔髮奇緣》、《彼得潘》三大主題，並於2024年6月6日正式對外營運。

### 遊樂設施
- 安娜與艾莎的冰雪之旅（Anna and Elsa's Frozen Journey）

## 華特迪士尼影城
在2018年2月27日，華特迪士尼公司董事長暨行政總裁羅拔·艾格（Bob Iger）與法國總統馬克龍（Emmanuel Macron）在巴黎會面後宣布巴黎迪士尼樂園度假區的二十億歐元擴建計劃，其中包括以迪士尼熱門動畫電影《魔雪奇緣》作為主題的園區。

### 遊樂設施
- 魔雪奇幻之旅（Frozen Ever After）[6]